# Atton de Bruniquel
Pour les articles homonymes, voir de Bruniquel.
Atton de Bruniquel, né dans les années 1080 et mort le 6 mars 1129, est un prélat français du Moyen Âge. Il fut archevêque d’Arles  à partir de 1115. 

## Biographie
Issu de la famille de Bruniquel et neveu par sa mère de Richard de Milhaud archevêque de Narbonne, il est nommé archevêque d'Arles en octobre 1115. 
Entre 1115 et 1119, il permet la fondation de la commanderie de Saint-Thomas à Arles en faisant don aux Hospitaliers de l’église Saint-Thomas. 
Il se comporte comme un suzerain vis-à-vis de ses vassaux notamment en ce qui concerne ses fiefs de Camargue. 
En juin 1119 il participe au concile de Toulouse présidé par le nouveau pape Calixte II l'ancien archevêque de Vienne, où est évoqué la situation d’Aniane. La tradition rapporte que l'archevêque Atton de Bruniquel aurait invité le pape à s'arrêter à Arles sur le chemin de Rome et qu'à cette occasion ce dernier aurait consacré l'autel de la première église Saint-Julien construite pour le nouveau quartier du Bourg-Neuf.
Dans le conflit opposant les maisons de Toulouse et de Barcelone, il suit le parti du pape, c’est-à-dire les comtes de Barcelone. Ce conflit  (1121-1123) va entraîner de vives tensions entre la maison des Baux, qui soutient Alphonse Jourdain, et l’archevêque Atton.
 L’engagement de l’archevêque Aton aux côtés de Raimond Berenger I lors du conflit de 1121-1123, alors que les Baux choisissent le camp d’Alphonse Jourdain, provoque sans doute une première rupture, que vient consommer le statut des légats du pape Innocent II (1130-1143) de ses deux successeurs.
Ainsi le 3 février 1120, le pape Calixte II mande Atton de Bruniquel, archevêque d’Arles, de réprimer les déprédations de Guilhem Porcelet, seigneur arlésien allié des Baux. Ce même pape, le 22 avril 1122, informe Atton de l’excommunication d’Alphonse Jourdain de Toulouse 
Atton de Bruniquel meurt le 6 mars 1129.

### Sources
- Louis Stouff - Arles au Moyen Âge
- Mathieu Anibert - Mémoires historiques et critiques sur l'ancienne République d'Arles
- Martin Aurell - Actes de la famille des Porcelet d'Arles (972-1320)
- Florian Mazel - La Noblesse et l’Église en Provence – fin du Xe, milieu du XIVe